# 120368 Phillipcoulter
120368 Phillipcoulter è un asteroide della fascia principale. Scoperto nel 2005, presenta un'orbita caratterizzata da un semiasse maggiore pari a 2,6832724 UA e da un'eccentricità di 0,2770558, inclinata di 12,57684° rispetto all'eclittica.